# Lindsey Heaps
Lindsey Michelle Heaps (* 26. Mai 1994 in Golden, Colorado als Lindsey Michelle Horan) ist eine US-amerikanische Fußballspielerin, die seit 2023 bei Olympique Lyon unter Vertrag steht und 2013 erstmals für die Frauen-Fußballnationalmannschaft der Vereinigten Staaten spielte, mit der sie 2019 den WM-Titel und 2024 die olympische Goldmedaille gewann.

## Karriere

### Verein
Horan begann ihre Karriere im Jahr 2010 beim W-League-Teilnehmer Colorado Rush, für den sie in drei Spielzeiten in insgesamt 17 Ligaspielen auflief und elf Tore erzielte. Im Sommer 2012 unterschrieb sie ihren ersten Profivertrag beim französischen Erstligisten Paris Saint-Germain und schlug in diesem Zusammenhang auch ein Stipendium an der University of North Carolina at Chapel Hill aus. Mit PSG wurde sie viermal Vizemeister der Division 1 Féminine und war die jüngste Spielerin für PSG während ihrer ersten beiden Spielzeiten. 2012/13 war sie mit 17 Toren zusammen mit Kosovare Asllani beste Torschützin ihres Vereins. Im Oktober 2013 spielte sie erstmals für PSG in der UEFA Women’s Champions League, scheiterte aber im Sechzehntelfinale nach einer 1:2-Auswärtsniederlage und einem torlosen Remis im Heimspiel am schwedischen Meister Tyresö FF. Ein Jahr später konnte im Achtelfinale Ligakonkurrent Olympique Lyon ausgeschaltet werden. Im Sechzehntelfinale hatte sie beim 1:0-Heimsieg gegen Twente Enschede ihr erstes Tor in der Champions League erzielt. In den folgenden Runden, einschließlich des verlorenen Finales kam sie dann nicht zum Einsatz.
Auch 2015/16 kam sie nur im Sechzehntel- und Achtelfinale zum Einsatz. Das Viertel- und Halbfinale, das diesmal gegen Lyon verloren wurde, fand ohne sie statt, da sie zur Saison 2016 der National Women’s Soccer League zum Portland Thorns FC gewechselt war. Mit diesem gewann sie im Jahr 2017 die Meisterschaft. 2018 war sie mit 13 Toren drittbeste Torschützin, unterlag aber mit den Thorns im Finale gegen North Carolina Courage mit 0:3.
Im Januar 2022 wurde sie an Olympique Lyon ausgeliehen. Mit Lyon gewann sie die französische Meisterschaft und die UEFA Women’s Champions League. Im Juni 2023 erhielt sie einen Vertrag bis 2026 bei Olympique.

### Nationalmannschaft
Horan spielte für die U-15-, U-17- und U-20-Mannschaften der USA und nahm unter anderem im Jahr 2010 an der CONCACAF U-17-Meisterschaft der Frauen in Costa Rica teil. Mit neun Treffern war sie dort die erfolgreichste Torschützin des Turniers, verpasste mit ihrem Team aber die Qualifikation für die U-17-Weltmeisterschaft in Trinidad und Tobago. Die U-20-Weltmeisterschaft 2012 verpasste Horan verletzungsbedingt. Bei der CONCACAF U-20-Meisterschaft 2014 erzielte sie vier Tore, die ihr alle beim 6:0 im ersten Vorrundenspiel gegen Costa Rica gelangen, davon drei als „lupenreiner“ Hattrick. Nachdem sie im zweiten Vorrundenspiel gegen Jamaika nochmals zum Einsatz gekommen war, wurde sie in den folgenden Spiele nicht mehr eingesetzt, da sie zu ihrem Verein Paris Saint-Germain zurückkehrte, der am 18. Januar im Spitzenspiel der Division 1 Féminine auf Olympique Lyon traf. Im August 2014 nahm sie an der U-20-Weltmeisterschaft in Kanada teil. Dort erreichte sie mit ihrer Mannschaft das Viertelfinale, unterlag jedoch der Auswahl Nordkoreas im Elfmeterschießen.
Am 8. März 2013 kam sie im Rahmen des Algarve-Cups im Spiel gegen China erstmals für die A-Auswahl der USA zum Einsatz. Sie hatte dann im November beim 4:1 gegen Brasilien noch einen Einsatz, musste dann aber bis zum Oktober 2015 – erneut gegen Brasilien – auf weitere Einsätze warten, stand dann aber erstmals in der Startelf und war ab dann Stammspielerin. Im nächsten Spiel am 10. Dezember gegen Trinidad und Tobago spielte sie erstmals über 90 Minuten und erzielte in der Nachspielzeit ihr erstes Tor für die A-Nationalmannschaft zum 6:0-Endstand.
Sie gehörte zum Kader für das Qualifikationsturnier für die Olympischen Sommerspiele 2016, das die USA gewannen. Dabei kam sie in vier Spielen zum Einsatz und wurde nur beim 10:0 im letzten Gruppenspiel gegen Puerto Rico als einige Stammspielerinnen geschont wurden, nicht eingesetzt. Im Finale gegen Kanada erzielte sie in der 53. Minute das erste Tor (Endstand 2:0). Sie wurde als eine der beiden besten zentralen Mittelfeldspielerinnen ins Allstar-Team des Turniers gewählt. Beim olympischen Turnier wurde sie in den vier Spielen dreimal zu Kurzeinsätzen eingewechselt und spielte nur beim 2:2 gegen Kolumbien über 90 Minuten. Durch die Niederlage im Elfmeterschießen des Viertelfinales gegen Schweden, bei dem sie zu den erfolgreichen Schützinnen gehörte, erreichten die US-Girls erstmals nicht das Halbfinale. Insgesamt kam sie 2016 in 24 der 25 Länderspiele der US-Mannschaft zum Einsatz. 2017 wurde sie in 13 von 16 Länderspielen eingesetzt. 2018 kam sie auf 19 Länderspiele, wobei sie 16-mal in der Startelf stand und nur einmal nicht eingesetzt wurde. Sie gewann drei Turniere, den SheBelieves Cup 2018, das Tournament of Nations 2018, wobei ihr im Spiel gegen Australien in der 90. Minute das Tor zum 1:1-Ausgleich und damit letztlich zum Turniersieg vor den punktgleichen Australierinnen gelang, und den CONCACAF Women’s Gold Cup 2018. Durch den Sieg beim Gold Cup qualifizierten sich die USA für die WM 2019. Am 1. Mai 2019 wurde sie für die WM 2019 nominiert. Bei der WM kam sie in sechs Spielen zum Einsatz und erzielte zwei Tore. Sie stand dabei viermal in der Startelf. Nur im Finale wurde sie nicht eingesetzt.
Bei den wegen der COVID-19-Pandemie um ein Jahr verschobenen Olympischen Spielen 2020 bestritt sie am 24. Juli 2021 beim 6:1-Sieg gegen Neuseeland ihr 100. Länderspiel und erzielte das Tor zum 2:0-Zwischenstand. Insgesamt hatte sie bei den Spielen sechs Einsätze und gewann mit ihrer Mannschaft die Bronzemedaille.
Am 21. Juni 2023 wurde sie für die WM-Endrunde nominiert. Beim letzten Testspiel vor der WM am 9. Juli gegen Wales führte sie ihre Mannschaft zum zehnten Mal als Kapitätin aufs Feld und war zusammen mit Alex Morgan Kapitänin bei der WM, da Stammkapitänin Becky Sauerbrunn verletzungsbedingt nicht nominiert werden konnte. Sie wurde in jedem der vier Spiele ihres Teams eingesetzt und schied mit der Mannschaft im Achtelfinale im Elfmeterschießen gegen die Schwedinnen aus. Horan erzielte zwei der vier Tore der Mannschaft.
Am 10. März 2024 gewann sie mit ihrer Mannschaft den erstmals ausgetragenen CONCACAF W Gold Cup, wobei sie im Finale gegen Brasilien das einzige Tor erzielte.
Am 26. Juni 2024 wurde sie für die Olympischen Spiele in Paris nominiert. Sie führte in den sechs Spielen ihre Mannschaft als Kapitänin aufs Feld und gewann mit ihr die Goldmedaille.

## Erfolge
Nationalmannschaften
- Torschützenkönigin der CONCACAF U-17-Meisterschaft der Frauen 2010
- 2013: Gewinn des Algarve-Cup
- 2014: Gewinn der CONCACAF U-20-Meisterschaft (USA U-20)
- Gewinn des SheBelieves Cup 2016, 2018, 2020, 2021 und 2023
- Siegerin des Tournament of Nations 2018
- Siegerin des CONCACAF Women’s Gold Cup 2018
- Gewinn der Fußball-Weltmeisterschaft der Frauen 2019 (ohne Finaleinsatz)
- Olympische Spiele 2020: Bronzemedaille
- Gewinn der CONCACAF W Championship 2022
- Gewinn des CONCACAF W Gold Cup 2024 (Siegtor im Finale)
- Olympische Spiele 2024: Goldmedaille

Portland Thorns FC
- 2017: Gewinn der NWSL-Meisterschaft
- 2020: Gewinn der NWSL Fall Series
- 2021: Gewinn des NWSL Challenge Cup

Olympique Lyon
- 2022: Gewinn der UEFA Women’s Champions League
- 2022: Gewinn der französischen Meisterschaft
- 2022: Gewinn der Trophée des Championnes
- 2022: Gewinn des Women’s International Champions Cup
- 2023: Gewinn der französischen Meisterschaft und des Pokals
- 2023: Gewinn der Trophée des Championnes
- 2024: Gewinn der französischen Meisterschaft

## Auszeichnungen
- 2017: Wahl in die NWSL Second XI[19]
- 2018: Wahl in die NWSL Best XI[20]
- 2018: MVP der NWSL[21]
- 2018: Nominiert für den Ballon d’Or féminin

## Privatleben
Im Dezember 2024 heiratete sie den Fußballanalysten und Generalmanager des San Diego FC Tyler Heaps. Während sie für das US-Team nun als Lindsey Heaps aufläuft, spielt sie bis zum Saisonende für Lyon weiter mit ihrem Geburtsnamen, da eine Namensänderung während der laufenden Saison nicht möglich ist.